# Музей современного искусства (Баку)
Музей современного искусства (азерб. Müasir incəsənət muzeyi) — музей в столице Азербайджана, в городе Баку.

## История
Открыт 20 марта 2009 года при меценатской помощи Пашаевых.
На церемонии открытия присутствовал президент Азербайджана Ильхам Алиев, первая леди Азербайджана и посол доброй воли ЮНЕСКО Мехрибан Алиева, генеральный директор ЮНЕСКО Коиширо Мацуура и другие высокопоставленные лица.
В музее собрано свыше 800 работ азербайджанских художников и скульпторов, в основном работающих в авангардном стиле.
В музее выставляются работы таких мастеров как Саттар Бахлулзаде, Беюкага Мирзазаде, Эльмира Шахтахтинская, Таир Салахов, Омар Эльдаров, Надир Абдурахманов, Геннадий Брижатюк, и многих других.
В отдельном зале экспонируются работы представителей западного авангардизма Сальвадора Дали, Пабло Пикассо и Марка Шагала.
Автором архитектуры и дизайна, а также подбора коллекции и экспозиции музея является художник Алтай Садыхзаде.
Музей имеет зал западноевропейского искусства, зал детского искусства, библиотеку, видеозал, арт-кафе.

## Выставки
С 13 по 30 апреля 2024 года в музее проведена юбилейная выставка Гаюра Юнуса «Богатство правой руки». На выставке представлены 72 живописные и графические работы художника за последние 5 лет.